# WarCry (album)
WarCry è il primo full-length album della power metal band WarCry, pubblicato il 17 aprile 2002 da Avispa dopo che Víctor García e Alberto Ardines hanno lasciato gli Avalanch. Secondo il sito web della band, l'album è stato prodotto da loro stessi, con la collaborazione degli altri membri, che è compaiono solo come guest, considerando questo lavoro come una collaborazione tra i loro gruppi originari.

## Tracce
Tutte le tracce composte da Víctor García.
1. Intro - 1:20
2. Luz Del Norte - 5:04
3. Quiero - 5:36
4. Nadie - 4:45
5. Pueblo Maldito - 4:52
6. Cada Vez - 4:49
7. Señor - 5:41
8. Al Salir El Sol - 6:14
9. Trono Del Metal - 5:21
10. Hoy Gano Yo - 6:00
11. Nana - 4:07
12. Amanecer - 2:46

## Formazione
- Víctor García - voce
- Alberto Ardines - batteria

con:
- Fernando Mon - chitarra
- Pablo Garcia - chitarra
- Alvaro Jardón - basso